# لودفيغ شتارك
لودفيغ شتارك (بالألمانية: Ludwig Stark)‏ هو ملحن وعازف بيانو ألماني، ولد في 19 يونيو 1831 في ميونخ في ألمانيا، وتوفي في 22 مارس 1884 في شتوتغارت في ألمانيا.

## وصلات خارجية
- لودويغ شتارك على موقع ميوزك برينز (الإنجليزية)